# 宋廣東
宋廣東，直隸新河縣（今河北省新河縣）人。清朝軍事人物，武進士出身。
道光二十四年（1844年），宋廣東中式甲辰科武殿試張殿華榜二甲第五名進士，授官三等侍衛。